# Sitzprobe
Sitzprobe är en tysk term som används inom opera och musikteater för att beskriva en repetition med sångare och orkester, där sångarna inte agerar utan endast sjunger med orkestern, för att fokusera uppmärksamheten på samspelet mellan de två grupperna. På svenska kallas detta oftast helt enkelt för samsjungning. 

### Webbkällor
Den här artikeln är helt eller delvis baserad på material från engelska Wikipedia.